# 2MASS J04390101-2353083
2MASS J04390101-2353083 ist ein Brauner Zwerg im Sternbild Eridanus. Er wurde 2003 von Kelle L. Cruz et al. entdeckt. Er gehört der Spektralklasse L6,5 an. Seine Position verschiebt sich aufgrund seiner Eigenbewegung jährlich um 0,2 Bogensekunden.